# Distretto metropolitano di Tema
Il distretto metropolitano di Tema  (ufficialmente Tema Metropolitan District, in inglese) è un distretto metropolitano della regione della Grande Accra del Ghana.